# María Teresa Estevan Bolea
María Teresa Estevan Bolea (ur. 26 października 1936 w Huesce) – hiszpańska i aragońska inżynier, urzędnik państwowy oraz polityk, deputowana do Kortezów Generalnych, posłanka do Parlamentu Europejskiego IV kadencji.

## Życiorys
Ukończyła studia na uczelni technicznej ETSEIB w Barcelonie, specjalizując się w spawalnictwie i inżynierii środowiskowej. Pracowała jako inżynier m.in. w zakładach chemicznych i cementowniach. Uzyskała status funkcjonariusza publicznego w ramach państwowego korpusu inżynierów przemysłowych (Cuerpo de Ingenieros Industriales del Estado). Od 1968 do 1975 zatrudniona w dyrekcji generalnej ds. energii. W latach 1977–1982 w administracji rządowej kierowała dyrekcją generalną ds. środowiska, następnie była głównym inżynierem w ministerstwie przemysłu i energii.
Wstąpiła w szeregi Partii Ludowej. Od 1986 do 1993 sprawowała mandat posłanki Kongresu Deputowanych, niższej izby Kortezów Generalnych. W latach 1994–1999 była natomiast eurodeputowaną, zasiadając we frakcji chadeckiej.
Od 1999 do 2000 przewodniczyła resortowej radzie doradczej ds. przemysłu i energii, następnie przez rok była członkinią krajowego regulatora energetycznego CNE (Comisión Nacional de Energía). W latach 2001–2006 przewodniczyła radzie bezpieczeństwa jądrowego CSN (Consejo de Seguridad Nuclear). W 2012 została dziekanem kolegium inżynierów przemysłowych COIIM w Madrycie.